# Mary Morstan
Mary Morstan és un personatge secundari de les histories de Sherlock Holmes escrites per Sir Arthur Conan Doyle, així com d'algunes obres derivades no-canòniques. Apareix per primera vegada en El signe dels quatre i, al final d'aquesta novel·la, es casarà amb el dr. Watson.

## Aparició en l'obra d'Arthur Conan Doyle

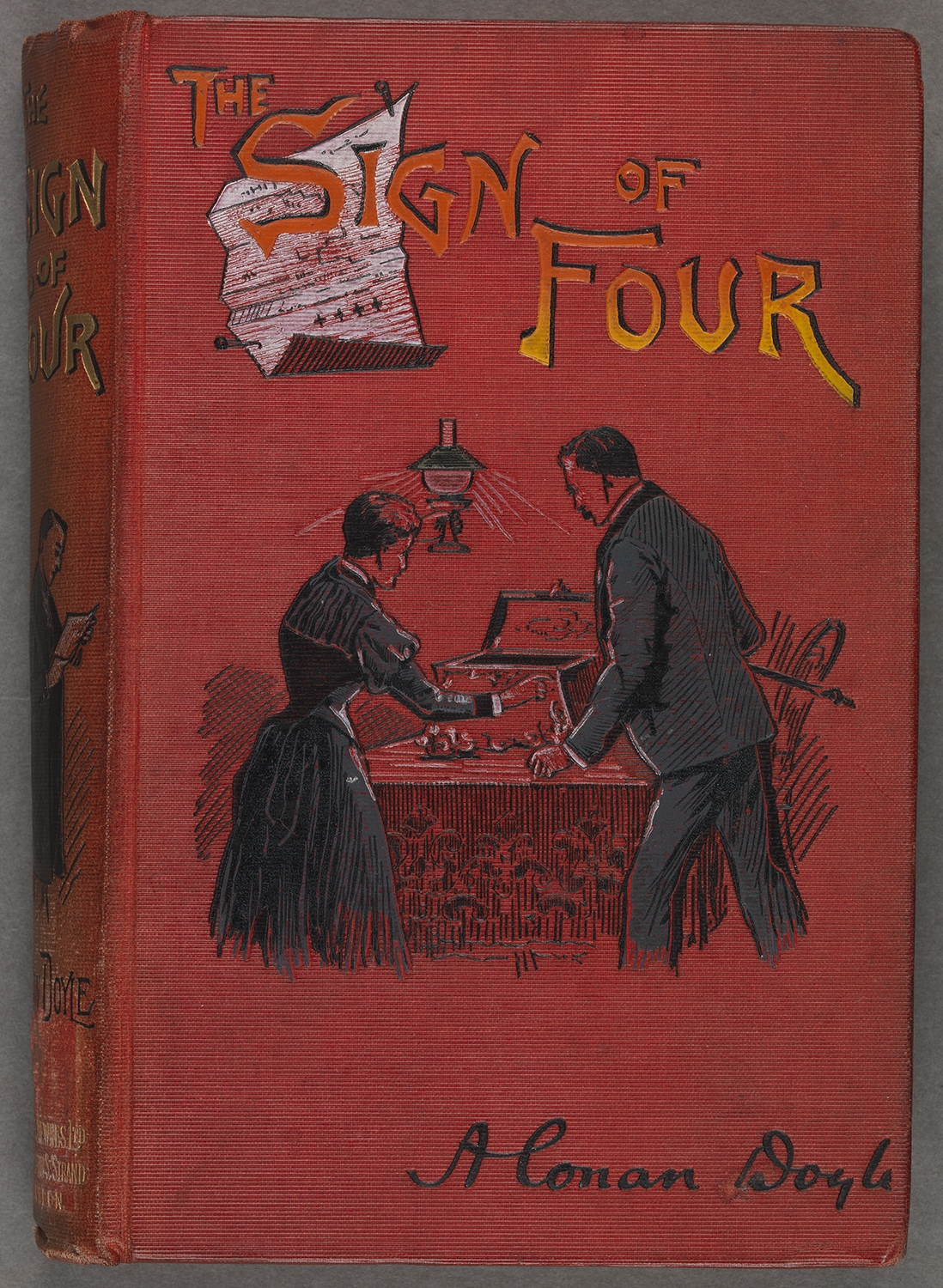
Mary Morstan apareix per primer cop a "El signe dels quatre"

Mary Morstan Apareix per primera vegada en El signe dels quatre, on ella i el dr. Watson comencen a sentir-se atrets l'un per l'altre i on, un cop es resolgui el cas, ell li demanarà matrimoni. És descrita com rossa amb pell pàl·lida. En el moment en què va contractar a Holmes havia estat vivint com a institutriu.
El pare de Mary Morstan, un capità major d'un regiment indi i, més tard, estacionat a prop de las Illes Andaman, va desaparèixer el 1878 en circumstàncies misterioses que més tard es comprovaràn relacionades amb el cas, El signe dels quatre. La seva mare morí després del seu naixement i no tenia cap parent més a Anglaterra, tot i haver estat educada allà. Watson y Mary es casen en 1889.
Encara que fos "amor a primera vista", el matrimoni de Mary Morstan i el doctor Watson és fluctuant. A "L'aventura del geperut" Watson se va amb Holmes per resoldre un misteri l'estiu després del seu matrimoni. Ella està preocupada per la salut del seu marit durant "El misteri de la vall Boscombe", però quan Mary Morstan mor (les circumstàncies no estan relacionades amb el cànon de Sherlock Holmes), Watson torna amb Holmes i no fa cap referència a la pèrdua.
Mary Morstan mor, possiblement en l'interval entre "El problema final" i "La casa deshabitada", ja que en la seva carta de comiat per a Watson, Holmes li dona al seu vell amic "els meus respectes per a la senyora Watson"; mentre que en el retorn, de Holmes Watson escriu "d'alguna manera s'havia assabentat de la meva pròpia i trista pèrdua" i, a "El constructor de Norwood", una de les aventures més immediates després del retorn de Holmes, Watson ha tornat a Baker Street.
Michael Barstow assenya que "encaixava en la trama de El signe dels quatre tenir un interès amorós i un final romàntic, però no encaixava en les històries posteriors tenir un Watson casat. La pobra Mary no tenia cap paper que exercir en els misteris nous i la seva presència va ser una càrrega per a Watson i li va fer més difícil escriure una nova aventura. De fet, va haver de ser assassinada per a que Watson pogués tornar a la seva vida de fadrí amb Holmes a Baker Street."
Leslie S. Klinger escriu que sembla que hi ha contradiccions sobre Mary Morstan entre les històries. Segons Morstan a El signe dels quatre, que probablement té lloc a l'estiu de 1888, la seva mare va morir fa molts anys i no té familiars a Anglaterra. No obstant això, a "Cinc llavors de taronja", que Watson data explícitament el setembre de 1887, Watson ja està casat, i torna a estar a Baker Street perquè la seva dona estava "de visita a casa de la seva mare". Aquestes discrepàncies poden ser errors, encara que Klinger suggereix que indiquen que Watson tenia una dona que va precedir Mary Morstan i va morir abans de 1888.

## Aparicions en cinema[calcitació]
Mary Morstan ha aparegut en diverses ocasions al cinema:
- A la pel·lícula en blanc i negre Sherlock Holmes Solves The Sign of the Four, interpretada per Isobel Elsom.
- A The Sign of Four: Sherlock Holmes' Greatest Case, interpretada per Isla Bevan, amb Arthur Wontner com Holmes.
- A l'episodi The Sign of Four de la sèrie Sherlock Holmes, interpretada per Ann Bell i amb Peter Cushing com a Holmes i a Nigel Stock com a Watson.
- A l'alemanya Das Zeichen der Vier, interpretada per Gila Von Weitershausen.
- A The Sign of Four, interpretada per Cherie Lunghi, amb Ian Richardson com Holmes,
- Al film soviètic de 1983 Els tresors d'Agra (Priklyucheniya Sherloka Kholmsa I doktora Vatsona: Sokrovishcha Angry), interpretada per Yekaterina Zinchenko.
- A la sèrie de televisió de 1987, interpretada per Jenny Seagrove i amb Jeremy Brett com a Sherlock Holmes.
- En l'adaptació de 1991 titulada The Crucifer of Blood, interpretada per Susannah Harker, amb Charlton Heston com Sherlock Holmes. En aquesta adaptació, Morstan és renombrada "Irene St. Claire".
- A la pel·lícula de 2001 The Sign of Four, interpretada per Sophie Lorain, amb Matt Frewer com Sherlock Holmes i Kenneth Welsh com Dr. Watson. En aquesta versió, Mary Morstan es compromet amb Thadeus Shalto al lloc del Dr. Watson.
- A la pel·lícula de Guy Ritchie Sherlock Holmes, interpretada per Kelly Reilly, amb Robert Downey Jr. com Sherlock Holmes i Jude Law com el Dr. Watson. En la pel·lícula, Mary apareix per primera vegada com la promesa de Watson, més que com una clienta. Reilly reprèn el seu paper a la pel·lícula de 2011 Sherlock Holmes: A Game of Shadows, en la qual ajuda a Lestrade i Mycroft a deduir els codis d'un petit llibre que Holmes ha robat a Moriarty revelant detalls clau sobre el seu imperi criminal mentre Holmes i Watson persegueixen a Moriarty.
- A la sèrie web 2012-2015 The Mary Morstan Mysteries, interpretada per Lexi Wolfe. Lexi també interpretaria a la Sra. Watson en un episodi de la sèrie principal del programa No Place Like Holmes.
- En alguns episodis de l'adaptació televisiva Elementary (2012-2019), interpretada per Freda Foh Shen. En aquest cas, Mary Watson és la mare de Watson.
- A la tercera temporada de Sherlock, interpretada per Amanda Abbington. Apareix per primera vegada a "The Empty Hearse" (2014) i més tard es casa amb John Watson.
- A la sèrie de televisió de titelles de la NHK Sherlock Holmes, en la qual Anna Ishibashi dona la veu a Mary Morstan, una alumna d'Archer House.
- A la sèrie de televisió d'anime original Case File nº221: Kabukicho (2019-2020), amb veu de Nao Tōyama.

## Aparicions en altres mitjans[calcitació]
És un personatge del manga Yuukoku no Moriarty, escrit per Ryōsuke Takeuchi i il·lustrat per Hikaru Miyoshi, basat en la sèrie Sherlock Holmes d'Arthur Conan Doyle, fent la seva primera aparició al capítol 41 del volum 11.